# John Eriksen
John Eriksen (Svendborg, 20 novembre 1957 – Copenaghen, 12 febbraio 2002) è stato un calciatore danese, di ruolo attaccante.

## Biografia
Attivo negli anni ottanta e novanta, Eriksen militò in vari club danesi, francesi, olandesi e svizzeri, mettendosi in mostra come attaccante particolarmente prolifico.
Nel 1997 gli fu diagnosticato la malattia di Alzheimer. Morì il 12 febbraio 2002 all'età di 44 anni, a seguito di una caduta accidentale nella sua abitazione.

## Palmarès

### Club

#### Competizioni internazionali
- Coppa Piano Karl Rappan: 2

Lucerna: 1989, 1990

### Individuale
- Capocannoniere del campionato danese: 2

1978 (22 gol), 1979 (20 gol)
- Capocannoniere del Division 2 francese: 1

1984-1985 (27 gol)
- Capocannoniere della Lega Nazionale A: 2

1986-1987 (28 gol), 1987-1988 (36 gol)
- Calciatore straniero dell'anno del campionato svizzero: 1

1988